# 吉見俊哉
吉見 俊哉（よしみ しゅんや、1957年4月22日 - ）は、日本の社会学者。東京大学名誉教授。國學院大学観光まちづくり学部教授、東京大学・元副学長。専門は、都市論・文化社会学（カルチュラル・スタディーズ）。

## 来歴
東京都生まれ。1976年に東京教育大学附属高等学校（現・筑波大学附属高等学校）を卒業後、東京大学教養学部に進学、教養学科相関社会科学分科を卒業後、同大学院社会学研究科で学ぶ。
東京大学新聞研究所助手、助教授、東京大学社会情報研究所教授、組織統合により2004年東京大学大学院情報学環教授。2006-08年学環長。2009年6月東京大学新聞社理事長。2011年東京大学副学長。2023年國學院大学観光まちづくり学部観光まちづくり学科教授、東京大学名誉教授。また、2025年に開学したZEN大学においては知能情報社会学部の特別招聘教授を兼任していた。

## 人物
学部時代は「劇団綺畸」に所属し、如月小春らと演劇をしていた。母方曽祖父に山田興松、いとこ叔父に安藤昇。

### 学歴
- 1976年 東京教育大学附属高等学校（現・筑波大学附属高等学校）卒業
- 1981年 東京大学教養学部教養学科相関社会科学分科卒業
- 1987年 東京大学大学院社会学研究科社会学専攻博士課程単位取得退学

### 職歴
- 1987年 東京大学新聞研究所助手
- 1990年 東京大学新聞研究所助教授
- 1992年 東京大学社会情報研究所助教授（研究所改組により）
- 1993年9月 エル・コレヒオ・デ・メヒコ（メキシコ）客員教授（ - 1994年3月）
- 1998年 フランス社会科学高等研究院客員研究員（1998年4月 - 5月）
- 1999年 オーストラリア・ウェスタンシドニー大学客員研究員（1999年3月 - 5月）
- 2000年 東京大学社会情報研究所教授
- 2004年 東京大学大学院情報学環教授（組織統合により）
- 2006年 - 2009年3月 東京大学大学院情報学環 学環長
- 2009年6月 財団法人・東京大学新聞社理事長
- 2010年 東京大学教育企画室長、東京大学総合教育研究センター長、東京大学史史料室長
- 2011年 東京大学副学長、文部科学省日本ユネスコ国内委員会委員
- 2023年 國學院大学観光まちづくり学部観光まちづくり学科　教授[4]、東京大学名誉教授[5]関連ファイルの「令和5年度名誉教授」（2頁）を参照。

## 著作

### 単著
- 『都市のドラマトゥルギー――東京・盛り場の社会史』（弘文堂、1987年／河出文庫、2008年）
- 『博覧会の政治学――まなざしの近代』（中公新書、1992年、講談社学術文庫、2010年）
- 『メディア時代の文化社会学』（新曜社、1994年）
- 『「声」の資本主義――電話・ラジオ・蓄音機の社会史』（講談社、1995年／河出文庫、2012年）
- 『リアリティ・トランジット――情報消費社会の現在』（紀伊國屋書店、1996年）
- 『情報文化の学校――ネットワーク社会のルール・ロール・ツール』（NTT出版、1998年）
- 『カルチュラル・スタディーズ』（岩波書店、2000年）
- 『カルチュラル・ターン、文化の政治学へ』（人文書院、2003年）
- 『メディア文化論――メディアを学ぶ人のための15話』（有斐閣、2004年）
- 『万博幻想――戦後政治の呪縛』（ちくま新書、2005年）。改題『万博と戦後日本』、講談社学術文庫、2011年
- 『親米と反米――戦後日本の政治的無意識』（岩波新書、2007年）
- 『シリーズ日本近現代史（9）ポスト戦後社会』（岩波新書、2009年）
- 『大学とは何か』（岩波新書、2011年）
- 『夢の原子力 Atoms for Dream』（ちくま新書、2012年）
- 『アメリカの越え方 和子・俊輔・良行の抵抗と越境』（弘文堂〈現代社会学ライブラリー〉、2012年）
- 『ネット時代のコペルニクス-知識とは何か』（光村図書　国語3 2012年）
- 『「文系学部廃止」の衝撃』集英社新書 2016
- 『視覚都市の地政学 まなざしとしての近代』岩波書店 2016
- 『大予言 「歴史の尺度」が示す未来』集英社新書 2017
- 『現代文化論 新しい人文知とは何か』有斐閣アルマ 2018
- 『戦後と災後の間 溶融するメディアと社会』集英社新書 2018
- 『トランプのアメリカに住む』岩波新書 2018
- 『平成時代』岩波新書 2019
- 『アフター・カルチュラル・スタディーズ』青土社 2019
- 『五輪と戦後　上演としての東京オリンピック』河出書房新社 2020
- 『知的創造の条件』筑摩書房〈筑摩選書〉 2020
- 『東京裏返し 社会学的街歩きガイド』集英社新書、2020年8月。ISBN 978-4-08-721133-7。
- 『大学という理念 絶望のその先へ』東京大学出版会、2020年9月。ISBN 978-4-13-053092-7。
- 『大学は何処へ 未来への設計』岩波新書、2021年4月。ISBN 978-4-00-431874-3。
- 『東京復興ならず――文化首都構想の挫折と戦後日本』中公新書、2021年6月。ISBN 978-4121026491。
- 『敗者としての東京――巨大都市の隠れた地層を読む』筑摩選書、2023年2月。ISBN 978-4480017680。
- 『さらば東大 越境する知識人の半世紀』集英社新書　2023年12月。ISBN 978-4087212952

### 共著
- （若林幹夫・水越伸）『メディアとしての電話』（弘文堂、1992年）
- （苅宿俊文・佐伯胖・佐藤学）『コンピュータのある教室 - 創造的メディアと授業』（岩波書店、1996年）
- （水越伸）『メディア論』（放送大学教育振興会、1997年）
- （大澤真幸・小森陽一・田嶋淳子・山中速人）『メディア空間の変容と多文化社会』（青弓社、1999年）
- （白幡洋三郎・平田宗史・木村吉次・入江克己・紙透雅子）『運動会と日本近代』（青弓社、1999年）
- （姜尚中）『グローバル化の遠近法 - 新しい公共空間を求めて』（岩波書店、2001年）
- 『311情報学――メディアは何をどう伝えたか (叢書 震災と社会)』高野明彦,三浦伸也共著、岩波書店、2012年
- 『3・11に問われて――ひとびとの経験をめぐる考察』栗原彬,テッサ・モーリス＝スズキ,苅谷剛彦,杉田敦,葉上太郎共著、岩波書店、2012年
- 『社会学講義 (ちくま新書 橋爪大三郎,佐藤郁哉, 大澤真幸, 若林幹夫,野田潤共著. 筑摩書房, 2016.

### 編著
- 『都市の空間 都市の身体』（勁草書房、1996年）
- 『メディア・スタディーズ』（せりか書房、2000年）
- 『カルチュラル・スタディーズ』（講談社、2001年）
- 『1930年代のメディアと身体』（青弓社、2002年）
- 『戦争の表象――東京大学情報学環所蔵第一次世界大戦期プロパガンダ・ポスターコレクション』（東京大学出版会、2006年）
- 『文化社会学の条件 二〇世紀日本における知識人と大衆』編著. 日本図書センター, 2014
- 『平成史講義』編 (ちくま新書) 2019

### 共編著
- （栗原彬・杉山光信）『記録・天皇の死』（筑摩書房、1992年）
- （井上俊・上野千鶴子・大澤真幸・見田宗介）『岩波講座現代社会学（全27巻）』（岩波書店、1995年-1997年）
- （見田宗介・上野千鶴子・内田隆三・佐藤健二・大澤真幸）『社会学文献事典』（弘文堂、1998年）
- （嶋田厚・柏木博）『情報社会の文化 (3) デザイン・テクノロジー市場』（東京大学出版会、1998年）
- （木下直之）『ニュースの誕生――かわら版と新聞錦絵の情報世界』（東京大学出版会、1999年）
- （花田達朗, コリン・スパークス）『カルチュラル・スタディーズとの対話』（新曜社、1999年）
- （栗原彬・小森陽一・佐藤学）『越境する知 (1 - 6)』（東京大学出版会、2000年-2001年）
- （成田龍一）『20世紀日本の思想』（作品社、2002年）
- （北川高嗣・須藤修・西垣通・浜田純一・米本昌平）『情報学事典』（弘文堂、2002年）
- （青木保・姜尚中・小杉泰・坂元ひろ子・莫邦富・山室信一・四方田犬彦）『アジア新世紀（全8巻）』（岩波書店、2002年-2003年）
- （水越伸）『メディア・プラクティス - 媒体を創って世界を変える』（せりか書房、2003年）
- （花田達朗）『社会情報学ハンドブック』（東京大学出版会、2004年）
- （テッサ・モーリス＝スズキ）『グローバリゼーションの文化政治』（平凡社、2004年）
- （若林幹夫）『東京スタディーズ』（紀伊國屋書店、2005年）
- （町村敬志）『市民参加型社会とは――愛知万博計画過程と公共圏の再創造』（有斐閣、2005年）
- （佐藤健二）『文化の社会学』（有斐閣、2007年）
- （北田暁大）『路上のエスノグラフィ――ちんどん屋からグラフィティまで』（せりか書房、2007年）
- （土屋礼子）『叢書現代のメディアとジャーナリズム（4）大衆文化とメディア』（ミネルヴァ書房、2010年）
- （長尾真・遠藤薫）『書物と映像の未来――グーグル化する世界の知の課題とは』（岩波書店、2010年）
- （石川徹也・根本彰）『つながる図書館・博物館・文書館――デジタル化時代の知の基盤づくりへ』（東京大学出版会、2011年）
- 『占領する眼・占領する声: CIE/USIS映画とVOAラジオ』土屋由香共編（東京大学出版会、2012年）
- 『岩波映画の1億フレーム (記録映画アーカイブ)』丹羽美之共編（東京大学出版会、2012年）
- 『デジタル・スタディーズ』全3巻 石田英敬, マイク・フェザーストーン共編. 東京大学出版会, 2015
- （森本祥子）『東大という思想 群像としての近代知』東京大学出版会、2020年8月。ISBN 978-4-13-020159-9。
- 『社寺会堂から探る江戸東京の精神文化』勁草書房、2020年10月。ISBN 978-4-326-24851-3。
- 『戦後日本憲政史講義 もうひとつの戦後史』法律文化社、2020年11月。ISBN 978-4-589-04109-8。

### 訳書
- クロード・S・フィッシャー『電話するアメリカ - テレフォンネットワークの社会史』（NTT出版、2000年）
- ロジャー・シルバーストーン『なぜメディア研究か - 経験・テクスト・他者』（せりか書房、2003年）
- キャロリン・マーヴィン『古いメディアが新しかった時 - 19世紀末社会と電気テクノロジー』（新曜社、2003年）

## 出演
- ビデオニュース・ドットコム
- エアレボリューション（ニコニコ生放送）